# تل قنواتی
تل قنواتی مربوط به سده‌های میانه دوران‌های تاریخی پس از اسلام - سده‌های ۶–۵ ه.ق است و در شهرستان بهبهان، بخش مرکزی، دهستان حومه، ۳ کیلومتری شمال غرب روستای منصوریه واقع شده و این اثر در تاریخ ۱ مرداد ۱۳۸۶ با شمارهٔ ثبت ۱۹۲۹۱ به‌عنوان یکی از آثار ملی ایران به ثبت رسیده است.